# ジェミニ10号
ジェミニ10号 (Gemini 10) はアメリカ合衆国の有人宇宙飛行であるジェミニ計画で打ち上げられた宇宙船およびその宇宙飛行計画。ジェミニ宇宙船としては10番目のものであり、1966年7月18日に打ち上げられた。

## 概要
ジェミニ10号の目的は、月飛行計画に向けての技術開発の一環として、軌道上におけるランデブー及びドッキング、さらに船外活動（宇宙遊泳）にあった。ジェミニ8号およびジェミニ9-A号もドッキングを目的としていたが、完全な成功を収めることはできなかった。

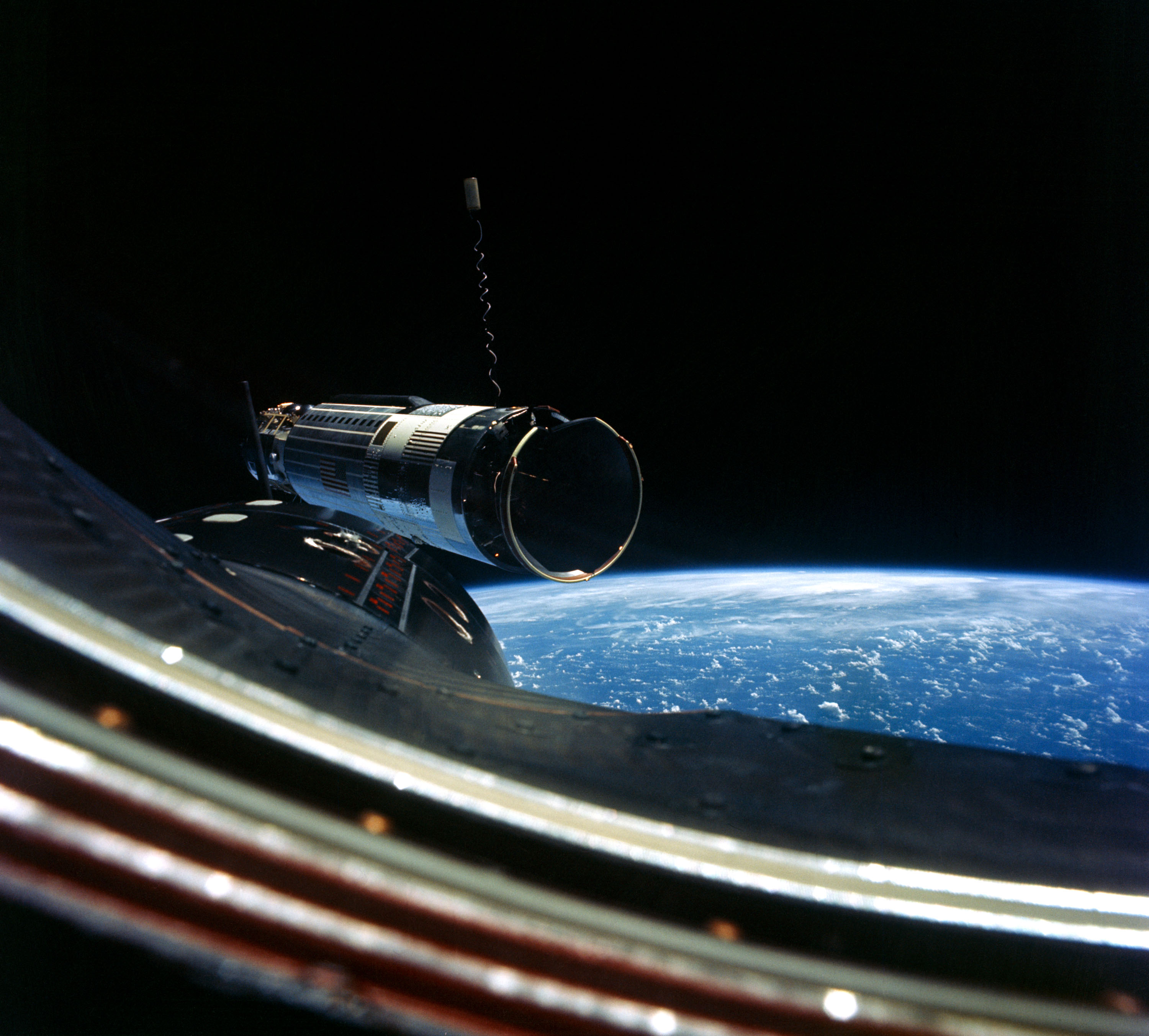
アジェナ標的機

ジェミニ10号の打上げに先立ち、ドッキング対象となるアジェナ標的機(GATV-5005)が1966年7月18日20:39:46UTCにケープカナベラル空軍基地LC-14発射台より打ち上げられた。この打上げは成功し、遠地点302.8km、近地点294.7kmの軌道に投入された。ジェミニ10号はタイタンII GLVロケットを用いて、1966年7月18日22:20:26UTCにケープカナベラル空軍基地LC-19発射台より打ち上げられた。
軌道修正に手間取ったものの、打上げ6時間後にはアジェナ標的機とのドッキングに成功している。ドッキング状態のまま、アジェナ標的機のエンジンを用い遠地点763km近地点294kmの軌道に変更している。7月19日20:58 UTCに78秒間の噴射を行い、遠地点382km近地点294kmの軌道に再修正した。その後の再修正により遠地点377.6kmの軌道に入っている。
1回目の船外活動として、乗員のマイケル・コリンズはハッチ部分まで出て船外の写真撮影を行なっている。これは撮影のみで作業を終了している。その後、アジェナ標的機(GATV-5005)と分離し、ジェミニ8号とドッキングしたことのあるアジェナ標的機(GATV-5003)へとランデブーし、3mまで接近した。
打上げ48時間41分後から、マイケル・コリンズは再び船外活動を行い、アジェナ標的機(GATV-5003)へと移動した。命綱を装着し、宇宙銃を用いても移動は困難で、アジェナ標的機に掴むところが無いこともそれを助長した。コリンズはGATV-5003に装着されていた微小隕石収集装置を回収し、ジェミニ宇宙船に戻っている。
その他、ジェミニ10号では10の実験を行なっており、幾つかは宇宙線に関連したものであった。
打上げ70時間10分後に逆噴射を行い、大気圏再突入を開始した。フロリダ半島沖の大西洋上に着水し、強襲揚陸艦ガダルカナルから5.6kmの地点に着水、回収されている。アメリカ国防総省もジェミニ10号の支援についており、人員9,067名と航空機78機、艦艇13隻が投入された。

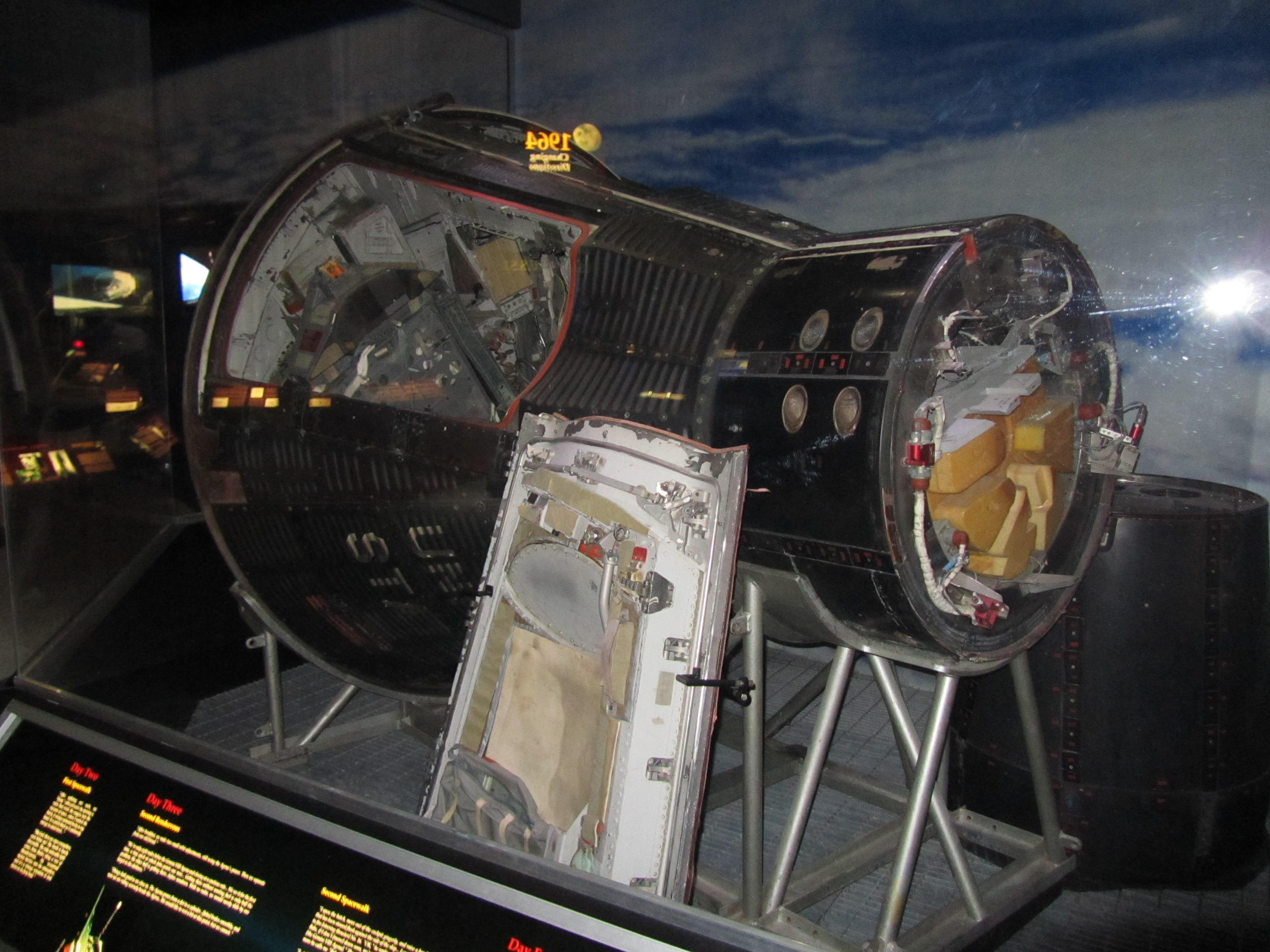
カンザス州ハッチンソンのカンザス宇宙圏・宇宙センターに展示されているジェミニ10号

ジェミニ10号は、カンザス州ハッチンソンのカンザス宇宙圏・宇宙センターにて保管・展示されている。

## 搭乗員
- 船長：ジョン・ヤング
- パイロット：マイケル・コリンズ

### 予備搭乗員
- 船長：アラン・ビーン
- パイロット：クリフトン・ウィリアムズ